# TRUTH~A Great Detective of Love~
〈TRUTH~A Great Detective of Love~〉는 TWO-MIX의 열세 번째 싱글이다.

## 개요
TWO-MIX로는 처음이자 마지막이 되는 《명탐정 코난》의 주제가가 된다. 성우인 타카야마 미나미 자신이 주인공 역할을 맡고 있는 것으로 화제가 되어, 오리콘 차트 3위를 기록하였고, 첫 매상 약 10만장을 돌파하였다.
초회한정 자켓(2종류)+통상 자켓(1종류)의 3종류가 동시 발매되어 3종류 전부 구매한 사람에게 특전으로 〈TRUTH·에도가와 코난 버전〉싱글 CD 증정 캠페인을 개최하였다. 또한, 클래식 베스트 앨범인 《Baroque Best》도 동시 발매되었다.
CD-엑스트라(CD-EXTRA) 규격으로, CM 전용의 프로모션 클립(CG)의 오프닝 영상을 수록하고 있다.

## 수록곡
- 전체작사 : 나가노 시이나
- 전체작곡 : 타카야마 미나미
- 전체편곡 : TWO-MIX

| #  | 제목                                            | 재생 시간 |
| -- | ----------------------------------------------- | --------- |
| 1. | TRUTH~A Great Detective of Love~                | 5:36      |
| 2. | Key of Love~A Detective in Love~                | 4:26      |
| 3. | TRUTH~A Great Detective of Love~ (INSTRUMENTAL) |           |

## 수록 작품
- TRUTH~A Great Detective of Love~ (싱글 버전)
  - 20010101
  - Categorhythm

- TRUTH[Ballad Style] ~A GREAT DETECTIVE OF LOVE^ (발라드 버전)
  - Baroque Best

- TRUTH CUSTOM ~A GREAT DETECTIVE OF LOVE~ (앨범 버전)
  - RHYTHM FORMULA
  - 7th anniversary BEST

앨범 《7th anniversary BEST》에는 “TRUTH [ALBUM EDITION]~A GREAT DETECTIVE OF LOVE~”라고 표기되어 있다.
- Truth ~A Great Detective of Love~ (International(English ver.))
  - BPM CUBE
  - Categorhythm

- TRUTH~A Great Detective of Love~ (Domestic(Japanese ver.))
  - BPM CUBE

- TRUTH~A GREAT DETECTIVE OF LOVE~ (KENNY'S SUBLIMITY Mix) (리믹스 버전)
  - BPM "DANCE∞"Ⅱ

- KEY OF LOVE Ⅱ (앨범 버전)
  - RHYTHM FORMULA
  - Categorhythm

| TV 애니메이션 《명탐정 코난》 여는 곡 1998년 11월 16일 (124화) ~ 1999년 4월 26일 (142화) |                                               |                                |
| 이전 곡: ZARD 〈운명의 룰렛을 돌리며〉                                                   | TWO-MIX 〈TRUTH ~A Great Detective of Love~〉 | 다음 곡: B'z 〈아슬아슬chop 〉 |